# 大野智子 (ジャズ・ミュージシャン)
大野 智子（おおの ともこ）は、日本のジャズ・ピアニスト。

## 略歴
東京都生まれ。立教大学法学部を卒業後、アメリカ・ニュージャージー州にあるウィリアム・パターソン大学ジャズ科に入学。現在、ニュージャージー州に在住。
ハロルド・メイバーン、ルーファス・リードに師事し、ジェローム・リチャードソン、ウィントン・マルサリス、ベニー・ゴルソン、ジョー・ヘンダーソン、スライド・ハンプトン、ジェームス・スポルディングと共演した。
2000年12月25日、新宿ピット・インでライブが行われた。